# Ruitz
Ruitz là một xã trong tỉnh Pas-de-Calais, vùng Hauts-de-France, Pháp.

## Địa lý
Ruitz có cự ly khoảng 5 dặm (8,0 km) về phía tây nam của Béthune and 36 dặm (57,9 km) về phía tây nam của Lille, tại giao lộ của các tuyến đường D72 và D86.

## Dân số
| 1962                                                              | 1968 | 1975 | 1982 | 1990 | 1999 | 2006 |
| ----------------------------------------------------------------- | ---- | ---- | ---- | ---- | ---- | ---- |
| 948                                                               | 1016 | 1035 | 1426 | 1594 | 1582 | 1541 |
| Số liệu điều tra dân số tính từ năm 1962, dân số chỉ tính một lần |      |      |      |      |      |      |

## Địa điểm nổi bật
- Nhà thờ St. Maurice, dating from the 13th century.
- The 18th century chateau.